# Прусыня (река)

Прусыня — река в России, протекает по Киришскому и Волховскому районам Ленинградской области.
Исток — болото Горелый Мох в Киришском районе, восточнее деревни Пчева. Течёт на север; северо-восточнее деревни Городище пересекает проходящую параллельно Волхову дорогу Н33, после чего пересекает границу районов и принимает правый приток — Хотинский.
В Волховском районе протекает через деревню Заовражье, западнее, на берегу Волхова, остаётся деревня Прусыня. Впадает в Волхов с правого берега в 52 км от его устья, выше острова Октября, у деревни Прусынская Горка. Длина реки составляет 21 км, площадь водосборного бассейна 103 км².

## Данные водного реестра
По данным государственного водного реестра России относится к Балтийскому бассейновому округу, водохозяйственный участок реки — Волхов, речной подбассейн реки — Волхов. Относится к речному бассейну реки Нева (включая бассейны рек Онежского и Ладожского озера).
По данным геоинформационной системы водохозяйственного районирования территории РФ, подготовленной Федеральным агентством водных ресурсов:
- Код водного объекта в государственном водном реестре — 01040200612102000019612
- Код по гидрологической изученности (ГИ) — 102001961
- Код бассейна — 01.04.02.006
- Номер тома по ГИ — 2
- Выпуск по ГИ — 0